# Alexandre Boreau

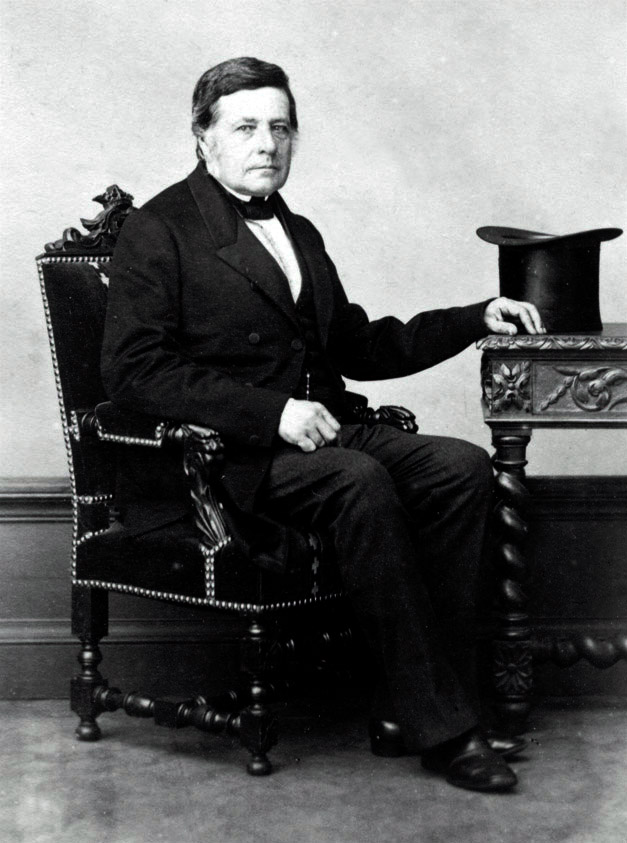
Alexandre Boreau, directeur du Jardin des plantes d'Angers

Alexandre Boreau est un botaniste français né à Saumur le 5 mars 1803, mort à Angers le 5 juillet 1875.

## Biographie
Le père d'Alexandre Boreau est journalier, mais sa mère travaille auprès de la famille Du Petit Thouars. Il bénéficie par ce biais de la protection d'Abel Aubert Du Petit-Thouars (1793–1864) lui permet d'entrer au collège de Saumur et de faire des études de pharmacie. Il suit au jardin botanique d'Angers les cours de Nicaise Augustin Desvaux (1784–1856).
En 1828, il s'installe comme pharmacien à Nevers, où il vient d'acheter une officine.
Encouragé par le comte Hippolyte François Jaubert (1798–1874), qui lui apporte notamment son soutien financier, il publie en 1835, le Programme de la Flore du Centre de la France. Celui-ci fait le bilan des herborisations consacrées jusque-là par Boreau et Jaubert à la Nièvre et à la partie orientale du département du Cher et sollicite la contribution des botanistes locaux à la création d'une flore régionale. Les plantes récoltées à l'occasion de la publication du Programme constituent un Herbarium Nivernense aujourd'hui conservé à la bibliothèque municipale de Nevers.
Boreau est nommé directeur du jardin botanique d’Angers en 1838.
En 1840 il fait paraître la Flore du Centre de la France. Une deuxième édition, en 1849, mentionne davantage de stations et couvre une aire géographique plus étendue. La troisième édition (1857) marque, avec l’adhésion de Boreau à l’École jordanienne, une vraie rupture : les taxons y sont multipliés en dehors de toute mesure, ce qui attire de vives critiques à son auteur. Cette prise de position vaut à Boreau d’être rayé de la liste des candidats à l’Institut de France. Néanmoins il demeure un formateur botaniste et aura comme élèves, les botanistes angevins Gaston Allard, Georges Bouvet ou Ernest Préaubert.
L'important herbier de Boreau, acquis par la ville d'Angers à sa mort, est conservé au muséum d'histoire naturelle de la ville. Il forme le matériel de base de l'étude de la flore du centre de la France et fait apparaitre au travers de 100 000 collectes, les échanges de Boreau avec plus de 300 correspondants. Une partie de sa collection est accessible en ligne.
Ses archives, achetées avec son herbier en 1875, contiennent quelques documents pédagogiques et administratifs ainsi que sa correspondance scientifique. Celle-ci regroupe 3500 lettres de 420 botanistes, elle est accessible en ligne depuis 2024.

## Publications
- 1824 ‒ Promenade botanique sur les bords de la Loire. Nantes.
- 1827 ‒ Observations sur les enveloppes florales des végétaux monocotylédons in Mém. Soc. Linn. Paris 6: ??
- 1827 ‒ Épître aux Linnéens in Mém. Soc. Linn. Paris 6: ??
- 1832 ‒ Voyages aux montagnes du Morvan, suivi d'observations sur les végétaux de cette contrée. Nevers.
- 1833 ‒ Notes sur quelques plantes rares ou nouvelles pour la Flore française recueillies dans le département de la Nièvre in Arch. bot. (Paris) 2: 398–403 Version numérique sur Google Books
- 1835 ‒ Programme de la Flore du Centre de la France, suivi du Catalogue des plantes observées dans le rayon de cette flore et d'observations relatives à quelques plantes critiques. Nevers.
- 1836 ‒ Description de l'Euphrasia Jaubertiana, nouvelle espèce du sous-genre Odontites. in Ann. Sci. Nat. Paris, Sér. 2 6 : 254–256. Version numérique sur Google Books.
- 1836 ‒ Sur le Lythrum alternifolium in Ann. Sci. Nat. Paris, Sér. 2 6: 287–288. Version numérique sur Google Books.
- 1839 ‒ Notions élémentaires de botanique. Angers
- 1839-1843 - Rapports sur les expositions de fleurs tenues à Angers in Bull. Soc. indus. de Maine-et-Loire
- 1839 - Sur quelques opuscules de M. Ch. Morren in Bull. Soc. indus. de Maine-et-Loire
- 1840 ‒ Flore du Centre de la France. 2 volumes. Paris. Version numérique sur Biblioteca Digital del Real Jardín Botánico.
- 1840 - Note sur quelques objets antiques récemment découverts à Angers in Bull. Soc. indus. de Maine-et-Loire
- 1840 - Sur la Monographie des Chénopodées de M. Moquin-Tandon in Bull. Soc. indus. de Maine-et-Loire
- 1841 - Sur cinq mémoires de M. Morren de Liège in Bull. Soc. indus. de Maine-et-Loire
- 1841 - Sur les annales de la Société d'agriculture et d'économie rurale de la Martinique in Bull. Soc. indus. de Maine-et-Loire
- 1843 ‒ Réponse à un article de M. Mérat et Lettre au sujet de la Revue de la Flore parisienne, à M. C. Saul. in Cosson et Germain, Supplément au catalogue des plantes des environs de Paris: 19–39. Version numérique sur Biblioteca Digital del Real Jardín Botánico. — Il s'agit de François Victor Mérat de Vaumartoise.
- 1843 ‒ Note sur les tiges fasciées in Congr. Scient. Angers 2:??. Publié également en 1849 dans la Revue horticole ?: 208.
- 1843–1853 - Notes sur les mémoires de la Société de physique et d'histoire naturelle de Genève (XIV,1843 ; XIX, 1849 ; XXIV, 1853) in Bull. Soc. indus. de Maine-et-Loire
- 1844 - Sur l'iconographie botanique de M. Plée in Bull. Soc. indus. de Maine-et-Loire
- 1844–1847 Notes sur quelques espèces de plantes françaises (XV, 1844 ; XVII, 1846 ; XVIII, 1847) in Bull. Soc. indus. de Maine-et-Loire
- 1845 - Notice sur la vie et les travaux du botaniste Aubert du Petit-Thouars in Bull. Soc. indus. de Maine-et-Loire
- 1846 - Compte rendu des travaux de la section de botanique de la sixième réunion des savants italiens en 1844 in Bull. Soc. indus. de Maine-et-Loire
- 1847 ‒ Note sur deux espèces d'Alsinées confondues sous le nom de Spergula pentandra in Rev. Bot. Recueil Mens. 2: 421-424. Version numérique sur Biblioteca Digital del Real Jardín Botánico.
- 1847 ‒ Revue des espèces de Fumaria appartenant à la flore de France in Rev. Bot. Recueil Mens. 2: 358–363. Version numérique sur Biblioteca Digital del Real Jardín Botánico.
- 1847 ‒ Sur le Catalogue des plantes de l'arrondissement de Lisieux in Revue botanique 2: ??
- 1848 - Rapport sur la nouvelle édition des recherches historiques sur l'Anjou de J.-F. Bodin in Bull. Soc. indus. de Maine-et-Loire
- 1849 ‒ Flore du Centre de la France et du bassin de la Loire, 2e  éd.. 2 volumes. Paris.
- 1850 - Notice sur l'Agave americana, suivie de la description de quelques plantes nouvelles in Bull. Soc. indus. de Maine-et-Loire
- 1850 - Notice sur la vie et les travaux de P. Fleurot in Bull. Soc. indus. de Maine-et-Loire
- 1851 - Notice sur la fontaine d'Avorin Mem. Soc. Agri., Sc. et Arts d'Angers
- 1851 - Notice historique sur le jardin des plantes d'Angers et sur les progrès de la botanique en Anjou in Bull. Soc. indus. de Maine-et-Loire
- 1851 - Sur la culture de l'Apios tuberosa comparée à celle de la pomme de terre, traduction d'un mémoire italien de Moretti in Bull. Soc. indus. de Maine-et-Loire
- 1852 - Additions à la notice historique sur le jardin des plantes de la ville d'Angers in Bull. Soc. indus. de Maine-et-Loire
- 1853 - Notice sur la position de la villa romaine Combaristum in Mem. Soc. Agri., Sc. et Arts d'Angers
- 1853 - Résumé d'un rapport de la Commission spéciale de Milan, pour étudier la maladie des raisins in Bull. Soc. indus. de Maine-et-Loire
- 1853 - Notes et observations sur quelques plantes de France in Bull. Soc. indus. de Maine-et-Loire
- 1854 - L'agneau de Scythie in Mem. Soc. Agri., Sc. et Arts d'Angers
- 1854 - Une excursion botanique aux environs de Chinon in Bull. Soc. indus. de Maine-et-Loire
- 1854 ‒ Précis des principales observations sur la botanique recueillies en Maine-et-Loire dans le cours de l'année 1853. Angers.
- 1855 - Sur la synonymie de deux espèces d'Amaranthes in Bull. Soc. indus. de Maine-et-Loire
- 1855 ‒ Caltha Guerangerii Bor. in Billot, Annotations à la Flore de France ??: 11.
- 1856 - Discours d'ouverture du cours de botanique à l'École supérieure d'Angers in Bull. Soc. indus. de Maine-et-Loire
- 1856 ‒ Notice sur quelques espèces d'Iris in Billot, Annotations à la Flore de France ??: 60.
- 1857 - Notice sur un ouvrage inédit de botanique de Merlet-la-Boulaie in Mem. Soc. Acad. de Maine-et-Loire
- 1857 - Notice sur les plantes recueillies en Corse par M. Revelière, avec des observations sur les espèces nouvelles in Mem. Soc. acad. de Maine-et-Loire
- 1857 ‒ Flore du Centre de la France et du bassin de la Loire, 3e édition. 2 volumes. Paris. Version numérique sur Biblioteca Digital del Real Jardín Botánico.
- 1858 - Deuxième notice sur les plantes recueillies en Corse in Mem. Soc. Acad. de Maine-et-Loire
- 1858 ‒ Lettre à M. Le président de la SBF (sur les floraisons tardives des arbres) in Bull. Soc. Bot. Fr. 5: 704–706. Version numérique sur Botanicus.
- 1859 ‒ Catalogue raisonné des plantes phanérogames qui croissent naturellement dans le département de Maine et Loire. in Mém. Soc. Acad. Maine-et-Loire 6: 5-216. Version numérique sur Gallica.
- 1859 - Résumé des principales herborisations faites en Maine-et-Loire en 1859 in Mem. Soc. Acad. de Maine-et-Loire
- 1859? - Notice historique sur la vie et les travaux de P. H. H. Bodard de la Jacopière in Mem. Soc. Acad. de Maine-et-Loire
- 1859 - Notice sur la position de la station romaine Robrica in Mem. Soc. Acad. de Maine-et-Loire
- 1860 - Troisième notice sur les plantes recueillies en corse in Mem. Soc. Acad. de Maine-et-Loire
- 1861 - Histoire de l'Académie des sciences et belles-lettres d'Angers in Mem. Soc. Acad. de Maine-et-Loire
- 1861 - Précis des principales herborisations faites en Maine-et-Loire en 1860 in Mem. Soc. Acad. de Maine-et-Loire
- 1862 ‒ Observations sur le projet d'agrandissement du Jardin des Plantes. Angers. Partiellement publié la même année avec une introduction dans la Revue de l'Anjou, 3e série 2: ??
- 1862 ‒ Excursion botanique dans le département de l'Yonne in Bull. Soc. sci. Yonne 16(3): 9-10. Version numérique sur Google Books
- 1862 - Précis des principales herborisations faites en Maine-et-Loire en 1861 in Mem. Soc. Acad. de Maine-et-Loire
- 1862 - Document pour l'histoire de l'horticulture en Anjou au XVIIIe siècle in Mem. Soc. Acad. de Maine-et-Loire
- 1863 - Précis des principales herborisations faites en Maine-et-Loire en 1862 in Mem. Soc. Acad. de Maine-et-Loire
- 1863 - Notice sur les herbiers et sur la bibliothèque du Jardin botanique d'Angers in Mem. Soc. Acad. de Maine-et-Loire
- 1864 - Précis des principales herborisations faites en Maine-et-Loire en 1863 in Mem. Soc. Acad. de Maine-et-Loire
- 1864 ‒ Les progrès de la botanique en Berry in Comptes rendus des travaux de la Société du Berry 11: 378-??
- 1864? ‒ Botanique descriptive in Revue des sciences naturelles 1: 441.
- 1864? ‒ Inconvénients du purisme dans la nomenclature botanique in Revue des sciences naturelles 2: 328.
- 1865 - Précis des principales herborisations faites en Maine-et-Loire en 1864 in Mem. Soc. Acad. de Maine-et-Loire
- 1865 - Un ancien peuple de la Gaule centrale in Mem. Soc. Acad. de Maine-et-Loire
- 1866 - Monographie de quelques Sedum du groupe Telephium in Mem. Soc. Acad. de Maine-et-Loire
- 1867 - Précis des principales herborisations faites en Maine-et-Loire en 1866 in Mem. Soc. Acad. de Maine-et-Loire
- 1869 - Revue des principales espèces d'Agropyrum croissant en Europe in Mem. Soc. Acad. de Maine-et-Loire
- 1870 - Note sur l'histoire de la Lindernie in Mem. Soc. Acad. de Maine-et-Loire
- 1870 ‒ Note sur le Galium supinum in Bull. Soc. Bot. Fr. 17: 112-113. Version numérique sur Botanicus.
- 1870 ‒ Rapport sur l'établissement botanique du domaine de Givry in Bull. Soc. Bot. Fr. 17: 128-130. Version numérique sur Botanicus
- 1872 - Description d'une nouvelle espèce d'ombellifères Thysselinum crouanorum Bor. in Soc. Ét. Sc. d'Angers
- 1873 ‒ Description d'une nouvelle espèce d'Ombellifère (Thysselinum crouanorum) in Bull. Soc. Bot. Fr. 20: 30. Version numérique sur Botanicus
- 1873 - Nouveaux faits constatés relativement à l'histoire de la botanique en Anjou in Mem. Soc. Acad. de Maine-et-Loire
- 1874 - Notice biographique sur M. Millet in Mem. Soc. Acad. de Maine-et-Loire